# 梅列霍沃 (弗拉基米尔州)
梅列霍沃（羅馬化：Melekhovo）是俄罗斯弗拉基米尔州的市级镇，属科夫罗夫区，位于涅列赫塔河右岸，在区行政中心科夫罗夫南方。
该地2021年人口有6,673人；2010年人口7,039；2002年人口7,084；1989年人口6,180。